# Chłopskie Jadło
Chłopskie Jadło – polska sieć restauracji serwująca dania kuchni polskiej.

## Działalność
Pierwszy lokal tej marki powstał w 1995 roku w podkrakowskim Głogoczowie. 
W 2006 roku sieć, składająca się wówczas z siedmiu restauracji, została kupiona przez Sfinks Polska S.A. od dotychczasowego właściciela Jana Kościuszki, za 27 mln złotych. Sfinks rozbudował sieć powiększając ją w 2008 roku do poziomu jedenastu, a następnie dwunastu lokali. W 2023 roku z działających lokali pozostały tylko 3 zlokalizowane w Krakowie, Zakopanem i Głogoczowie

## Oferta
Chłopskie Jadło oferuje dania kuchni polskiej. Tradycyjne zakąski, takie jak chleb ze smalcem czy śledź, zupy oraz polskie dania takie jak pierogi, kotlet schabowy, gołąbki, zrazy, a także dania z ryb, sałatki i desery.

## Nawiązania w kulturze
Dania w restauracji Chłopskiego Jadła były dla Terry’ego Pratchetta inspiracją do wprowadzania do cyklu Świat Dysku tłuszczu jako istotnego surowca kopalnego. 